# Hollandsche Schouwburg
Lo Hollandsche Schouwburg è un museo situato ad Amsterdam nei Paesi Bassi.

## Descrizione
In origine era un teatro olandese, ma nel 1941 fu considerato dagli occupanti nazisti un teatro ebraico e utilizzato come centro di deportazione durante l'Olocausto.
Di fronte all'Hollandsche Schouwburg, situato nel Plantage Middenlaan di Amsterdam, si trovava un asilo, il personale del quale salvò molti bambini ebrei. A questa opera meritevole è dedicato il libro di Betty Goudsmit-Oudkerk, donna ebrea, membro della Resistenza olandese.
Il 4 maggio 1962 il teatro fu riconosciuto dal sindaco di Amsterdam come luogo commemorativo. L'auditorium del teatro fu intitolato alla memoria delle vittime olandesi dell'Olocausto.
Dal 1992 l'edificio è amministrato da Joods Historisch Museum. Durante la ristrutturazione del 1993 fu aggiunta una sala commemorativa e un'esposizione, oltre ad un muro su cui sono incisi circa 6 700 cognomi degli oltre 100 000 ebrei deportati dai Paesi Bassi.